# Корбомиколаївка
Корбомикола́ївка — село в Україні, у Новгородківській селищній громаді Кропивницького району Кіровоградської області. Населення становить 112 осіб.

## Населення
Згідно з переписом УРСР 1989 року чисельність наявного населення села становила 153 особи, з яких 78 чоловіків та 75 жінок.
За переписом населення України 2001 року в селі мешкало 112 осіб.

### Мова
Розподіл населення за рідною мовою за даними перепису 2001 року:
| Мова       | Відсоток |
| ---------- | -------- |
| українська | 96,43 %  |
| російська  | 3,57 %   |

## Постаті
- Пустовіт Антоніна Миколаївна (* 1955) — радянська веслувальниця (академічне веслування), майстер спорту СРСР міжнародного класу, срібний призер Олімпійських ігор-1980.